# Michael Scholz
Michael Scholz (ur. 26 stycznia 1949) – niemiecki wokalista i kompozytor, muzyk przede wszystkim studyjny, to jego głos słyszymy w charakterystycznych wysokich refrenach w piosenkach Modern Talking i Blue System. 
W latach 1984–2000 współpracował z Dieterem Bohlenem, dla którego śpiewał w chórkach w Modern Talking oraz Blue System. Od 2003 roku należy do projektu muzycznego Systems in Blue. Najczęściej śpiewa falsetem.